# Östdanmark

Danmarks indelning i regioner

Østdanmark är en politisk-geografisk beteckning på den del av Danmarks yta, som ligger öster om Stora Bält, och som därvid omfattar Själland, Amager, Lolland, Falster, Møn, Bornholm och Ertholmene.  Beteckningen står därmed i kontrast till Vestdanmark. Området har 2 764 695 invånare (1 november 2023).
Före freden i Roskilde 1658 var det Blekinge, Lister, Skåne, Halland och Bornholm som gick under begreppet Östdanmark.